# Wołki z Bytynia
Wołki z Bytynia – para miniaturowych wołków wyrzeźbionych z miedzi (spatynowanych i częściowo skorodowanych) odnaleziona wraz z czterema siekierkami w miejscowości Bytyń (w granicach folwarku Witkowice) w 1873 lub 1874. Pozostają w zbiorach Muzeum Archeologicznego w Poznaniu.

## Opis
Zabytki, które można datować w przedziale lat od około 2300 do około 1600 p.n.e., odnaleziono na terenie dóbr Bronisława Gąsiorowskiego podczas usuwania polnego głazu. Wołki były w czasie odnalezienia połączone prętem, który jednak znalazcy odłamali. Pręt ten mógł stanowić jarzmo. Wołki mają wydłużony grzbiet oraz krótkie nogi o klockowatym wyglądzie. Głowę ujęto schematycznie. Na głowie znajdują się długie rogi, wypukłe oczy oraz pysk o spiczastym zakończeniu. Ogony są grube i krótkie. Na szyjach wyrzeźbiono im podwójne, karbowane obroże. W tylnej części brzuchów znajdują się poprzeczne otwory przechodzące przez cały korpus (u jednego z wołków) i zaczopowane od strony wewnętrznej (u drugiego). W tylnej części głowy (na zewnątrz) widoczne jest małe uszko.

## Hipotezy dotyczące pochodzenia
Nie ustalono dotąd, czy skarb został zakopany przez twórcę wołków, czy też przez ich późniejszego właściciela. Zwierzęta przedstawiają prawdopodobnie którąś z ras południowych i mogły być importowane z terenów węgierskich. Część badaczy dostrzegło analogie do plastyki zoomorficznej z gliny alpejskich palafitów lub metalowych idoli z Troi II (2500 r. p.n.e. - 2200 r. p.n.e.). Józef Kostrzewski uważał je za przejawy kultu solarnego, które mógł ukryć obwoźny handlarz (np. nadcisiański). Rzeźba miałaby stanowić dowód stosowania orki sprzężajnej. Inne teorie głosiły syryjskie pochodzenie obiektów, a droga ich przybycia wieść mogła poprzez Troję VI (1700 r. p.n.e. - 1300 r. p.n.e.). Wskazywano również na być może neolityczne, naddunajskie pochodzenie artefaktów. Według archeologa Andrzeja Krzyszkowskiego, pewne jest, że wołki są reminiscencją wczesnobrązowej sztuki bliskowschodniej, rozpowszechnionej wówczas w śródziemnomorskim kręgu kulturowym, skąd za pośrednictwem rzemieślników trudniących się odlewnictwem, dotarła na tereny obecnej Polski. Według Krzyszkowskiego skarb z Bytynia jest [...] jedynym w swoim rodzaju depozytem z wczesnej epoki brązu w skali północnoeuropejskiej, którym szczyci się od ponad 100 lat poznańskie Muzeum Archeologiczne.